# Nhóm hài
Nhóm hài là một nhóm các diễn viên hài và các cá nhân phụ trợ cùng hợp tác với nhau trình diễn hài kịch như một hình thức giải trí. Thuật ngữ này thường được dùng thay thế cho cụm từ gánh hài, cũng như cả nhóm có thể chuyên biệt về một thể loại hay phong cách hài cụ thể.
Các ví dụ về nhóm hài có thể kể đến: Monty Python, The Kids in the Hall, The Mighty Boosh, The Hollow Men, The Tenderloins, Asperger's Are Us và Million Dollar Extreme ở phương Tây, cũng như Trần Tường 6h30 ở Trung Quốc, TGOP ở Đài Loan hay các nhóm hài ở Việt Nam như: BB&BG, DAMtv, Thích ăn phở, FAPTV, 1977 Vlog, Ghiền Mỳ Gõ và Trắng TV.